# Мапутская фондовая биржа
Мапутская фондовая биржа — первая фондовая биржа в Мапуту, Мозамбик. Была создана в 1999 году при активном участии и поддержке Лиссабонской фондовой биржи и Всемирного Банка.

## Листинг на бирже
Капитал компании должен составлять не менее 1,5 млн долларов США. В 2008 году в листинге была представлена одна локальная пивоваренная компания - Cervejas de Moçambique и одна международная компания.

## Информация
В течение 2004 года на бирже не велись торги. 